# 十七世神
十七世神（とおまりななよのかみ）は、日本神話に登場する神々の総称。

## 概要
大国主神に連なる系譜の神々として『古事記』にのみ登場し、名義未詳、事績不明の神々で構成されている。十七世（とおあまりななよ）はその世代数を指すが、総数は数えても十六柱しか存在せず、何故十七世と形容するのかは不明である。イザナギもしくは粟鹿大明神元記において大国主十世孫に当たる大田田根子を含めると十七世となる。
『古事記』以外の文献では、『出雲国風土記』に八束水臣津野命が、『粟鹿大明神元記』には須佐之男命から大国主神までの系図が掲載されているが、いずれの史料でも鳥鳴海神以降の神が確認できない。

## 考証
『古事記』に記された須佐之男命の系譜と大国主神の系譜は、もとは一つの連続した記事だったとされる。大年神の系譜を含めた三系譜全体の構造が問題となるが、本文の不審や、系譜と物語との内容の食い違いなど、疑問点が多い。
系譜中の神々の多くは他文献に見えず、『古事記』でも事跡が語られないため、それぞれの意義や関係性が明らかにしがたい。全体の解釈としては、大国主神の性格付けが天皇系譜との対比によって系譜に示されているとする説や、国土神から水の神へとその誕生を物語る出雲土着の神話が骨子になっているとする説、神の祝福を受けて豊かな自然環境が出現することを望む人々の願いが反映されているとする説がある。
また、この神を含めて大国主神の神裔を指して「十七世神」とされている点について、代替わりを繰り返しており神よりも人に近づいた存在であると指摘する説がある。

## 系譜
建速須佐之男命は櫛名田比売（足名椎の娘）を娶り八島士奴美神を産んだ。
この神は木花知流比売（大山津見神の娘）を娶り布波能母遅久奴須奴神を産んだ。
この神は日河比売（淤加美神の娘）を娶り深淵之水夜礼花神を産んだ。
この神は天之都度閇知泥神を娶り淤美豆奴神を産んだ。
この神は布帝耳神（布怒豆怒神の娘）を娶り天之冬衣神を産んだ。（なおこの天之冬衣神は天之葺根神という名も持ち、須佐之男命の子ともいう。子の清武豊彦命は日御崎神社神主家小野氏の祖。）
この神は刺国若比売（刺国大神の娘）を娶り大国主神（大穴牟遅神。異母兄弟に八十神あり。）を産んだ。
この神は鳥取神（八島牟遅能神の娘）を娶り鳥鳴海神を産んだ。
この神は日名照額田毘道男伊許知邇神を娶り国忍富神を産んだ。
この神は葦那陀迦神を娶り速甕之多気佐波夜遅奴美神を産んだ。
この神は前玉比売（天之甕主神の娘）を娶り甕主日子神を産んだ。
この神は比那良志毘売（淤加美神の娘）を娶り多比理岐志麻流美神を産んだ。
この神は活玉前玉比売神（比比羅木之其花麻豆美神の娘）を娶とり美呂浪神を産んだ。
この神は青沼馬沼押比売（敷山主神の娘）を娶り布忍富鳥鳴海神を産んだ。
この神は若尽女神を娶り天日腹大科度美神を産んだ。
この神は遠津待根神（天之狭霧神の娘）を娶り遠津山岬多良斯神を産んだ。